# Liste der Biografien/Strai
Liste der Biografien |
Portal Biografien |
Personensuche
# |
A |
B |
C |
D |
E |
F |
G |
H |
I |
J |
K |
L |
M |
N |
O |
P |
Q |
R |
S |
T |
U |
V |
W |
X |
Y |
Z |
?
 
Sa |
Sb |
Sc |
Sd |
Se |
Sf |
Sg |
Sh |
Si |
Sj |
Sk |
Sl |
Sm |
Sn |
So |
Sp |
Sq |
Sr |
Ss |
St |
Su |
Sv |
Sw |
Sy |
Sz
 
Sta |
Ste |
Sth |
Sti |
Stj |
Stl |
Sto |
Str |
Sts |
Stt |
Stu |
Stv |
Stw |
Sty
 
Stra |
Strb |
Stre |
Strg |
Stri |
Strl |
Strm |
Strn |
Stro |
Strp |
Stru |
Stry |
Strz
 
Straa |
Strab |
Strac |
Strad |
Strae |
Straf |
Strag |
Strah |
Strai |
Straj |
Strak |
Stral |
Stram |
Stran |
Strap |
Stras |
Strat |
Strau |
Strav |
Straw |
Strax |
Stray |
Straz
Die Liste der Biografien führt alle Personen auf, die in der deutschsprachigen Wikipedia einen Artikel haben. Dieses ist eine Teilliste mit 15 Einträgen von Personen, deren Namen mit den Buchstaben „Strai“ beginnt.

## Strai

### Straig
- Straight, Alvin (1920–1996), US-amerikanischer Rasenmäherfahrer
- Straight, Beatrice (1914–2001), US-amerikanische Schauspielerin
- Straight, Benjamin (* 1999), österreichischer American-Football-Spieler
- Straight, Charlie (1891–1940), US-amerikanischer Musiker, Bigband-Leader
- Straight, Willard (1880–1918), US-amerikanischer Diplomat und Journalist

### Strain
- Strain, Aleksandar (1919–1997), kroatischer Radrennfahrer
- Strain, Julie (1962–2021), US-amerikanische Schauspielerin
- Strain, Ryan (* 1997), australischer Fußballspieler

### Strait
- Strait, Brian (* 1988), US-amerikanischer Eishockeyspieler und -scout
- Strait, George (* 1952), US-amerikanischer Country-Musiker
- Strait, Horace B. (1835–1894), US-amerikanischer Politiker
- Strait, Steven (* 1986), US-amerikanischer Filmschauspieler, Fotomodell und MusikerSteven Strait (* 1986)

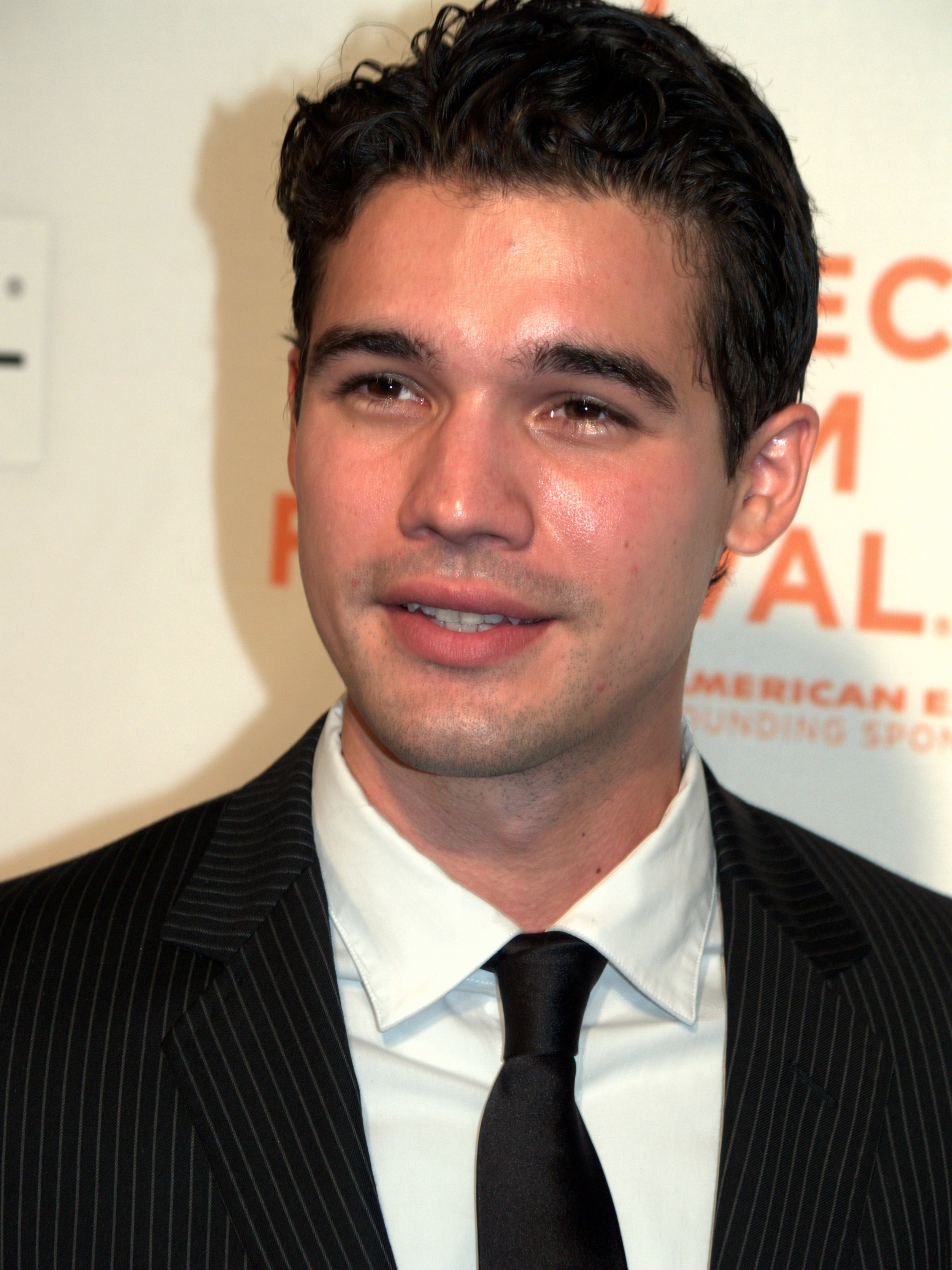
Steven Strait (* 1986)

- Strait, Thomas J. (1846–1924), US-amerikanischer Politiker
- Straith, Adam (* 1990), kanadischer Fußballspieler

### Straiz
- Straižys, Vytautas (1936–2021), litauischer Astronom